# Orao (computer)
L'Orao è un personal computer a 8-bit prodotto in Jugoslavia dalla PEL Varaždin nel 1984.
Fu usato dal 1985 al 1991 principalmente nelle scuole primarie in Croazia ed in Voivodina.
L'Orao (codice YU102) fu progettato da Miroslav Kocijan come erede del precedente modello Galeb (codice YU101) con l'obiettivo di costruire un computer migliore, con meno componenti e meno costoso.

## Specifiche
- CPU: MOS Technology 6502 at 1 MHz
- ROM: 16 KiB (con interprete BASIC e monitor di linguaggio macchina)
- RAM: 16 KB (espandibile a 32 KB)
- Tastiera: 61 tasti in formato QWERTZ
- Porte I/O: Video composito ed uscita RF, registratore a cassette, RS-232 (D-25).
- Periferiche: Floppy disk drive da 5.25", Stampante
- Audio: 1 canale con 5 ottave
- Modo grafico: 256×256 pixels
- Modo testo: 32 linee per 32 caratteri
- Prezzo: previsti 55 000 dinari, aumentati a 80 000 durante la produzione